# Вальйо-Серра
Вальйо-Серра (італ. Vaglio Serra, п'єм. Vaj) — муніципалітет в Італії, у регіоні П'ємонт,  провінція Асті.
Вальйо-Серра розташоване на відстані близько 470 км на північний захід від Рима, 60 км на південний схід від Турина, 16 км на південний схід від Асті.
Населення — 276 осіб (2014).
Щорічний фестиваль відбувається 9 травня. Покровитель — San Pancrazio.

## Демографія
Населення за роками:

Станом на 1 січня 2023 року в муніципалітеті офіційно проживало 15 іноземців з 6 країн, серед них 13 громадян країн Євросоюзу.

## Сусідні муніципалітети
- Кортільйоне
- Інчиза-Скапаччино
- Ніцца-Монферрато
- Вінкьо